# Leopold och Loeb

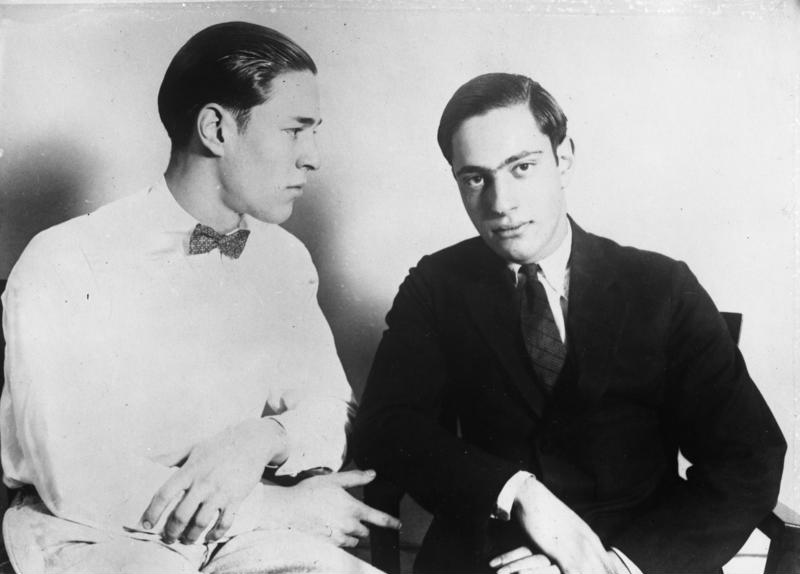
Från vänster: Richard Loeb och Nathan Leopold, augusti 1924.

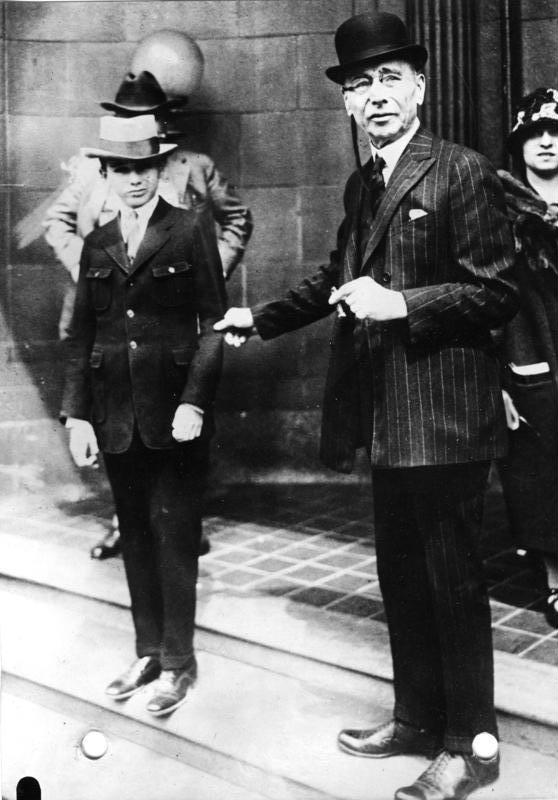
Robert Franks med sin son före mordet, cirka 1920–1923.

Leopold och Loeb, egentligen Nathan Freudenthal Leopold Jr. (född 19 november 1904, död 30 augusti 1971) och Richard Albert Loeb (född 11 juni 1905, död 28 januari 1936) var två amerikanska studenter i Chicago som 1924 kidnappade och mördade den 14-årige miljonärssonen Robert "Bobby" Franks.
Leopold och Loeb hade föresatt sig att begå det "perfekta brottet" och därmed undgå upptäckt. Den 21 maj 1924 lurade de in Franks i en bil och ströp honom, varpå de gömde kroppen i en kulvert under ett järnvägsspår. De trodde inte att kroppen skulle påträffas förrän de hunnit få lösesumman från Franks föräldrar. En person upptäckte dock Franks döda kropp tämligen omgående, och den tekniska bevisningen, bland annat ett par glasögon, band Leopold till platsen. Under polisförhör bröt de båda samman och erkände mordet. Vid den efterföljande rättegången dömdes Leopold och Loeb till livstids fängelse (för mordet) och ytterligare 99 års fängelse (för kidnappningen). 
Alfred Hitchcocks film Repet från 1948 är baserad på mordet.
I januari 1936 attackerades Loeb av en medfånge med en rakkniv och skars till döds. Leopold släpptes fri villkorligt 1958, efter 33 år i fängelse. Han emigrerade till Puerto Rico, där han 1971 dog av en hjärtattack.